# 小行星5565
小行星5565（英語：5565 Ukyounodaibu）是一颗围绕太阳公转的小行星。1991年11月10日，A. Natori、浦田武在清水町发现了此天体，以歌人右京大夫（Ukyou no Daibu）命名。
这颗小行星的绝对星等为264.8574845350646等。